# 英仙座9
英仙座9，又名BD+55 598，HD 14489、SAO 23256、HR 685，是英仙座的一颗恒星，视星等为5.17，位于銀經135.51，銀緯-4.79，其B1900.0坐标为赤經2h 15m 22.8s，赤緯+55° -4.79′ 17″。